# Blagovo, Montana
Blagovo (în bulgară Благово) este un sat în comuna Montana, regiunea Montana,  Bulgaria. 

## Demografie
Componența etnică a satului Blagovo
     Bulgari (97,81%)
     Nicio identificare (1,45%)
     Altele (0,72%)
La recensământul din 2011, populația satului Blagovo era de 550 locuitori. Din punct de vedere etnic, majoritatea locuitorilor (97,81%) erau bulgari. Pentru 1,45% din locuitori nu este cunoscută apartenența etnică.